# Aston Martin DB2/4
Aston Martin DB2/4 — гран туризмо марки Aston Martin, выпускавшийся в 1953—1957 годах. Автомобиль основан на предыдущей модели фирмы — Aston Martin DB2. DB2/4 — один из первых хетчбэков в истории. Также производился двухместный вариант с откидным верхом. В 1955 году была выпущена модификация автомобиля Mark II с кузовами купе и кабриолет.

## Описание

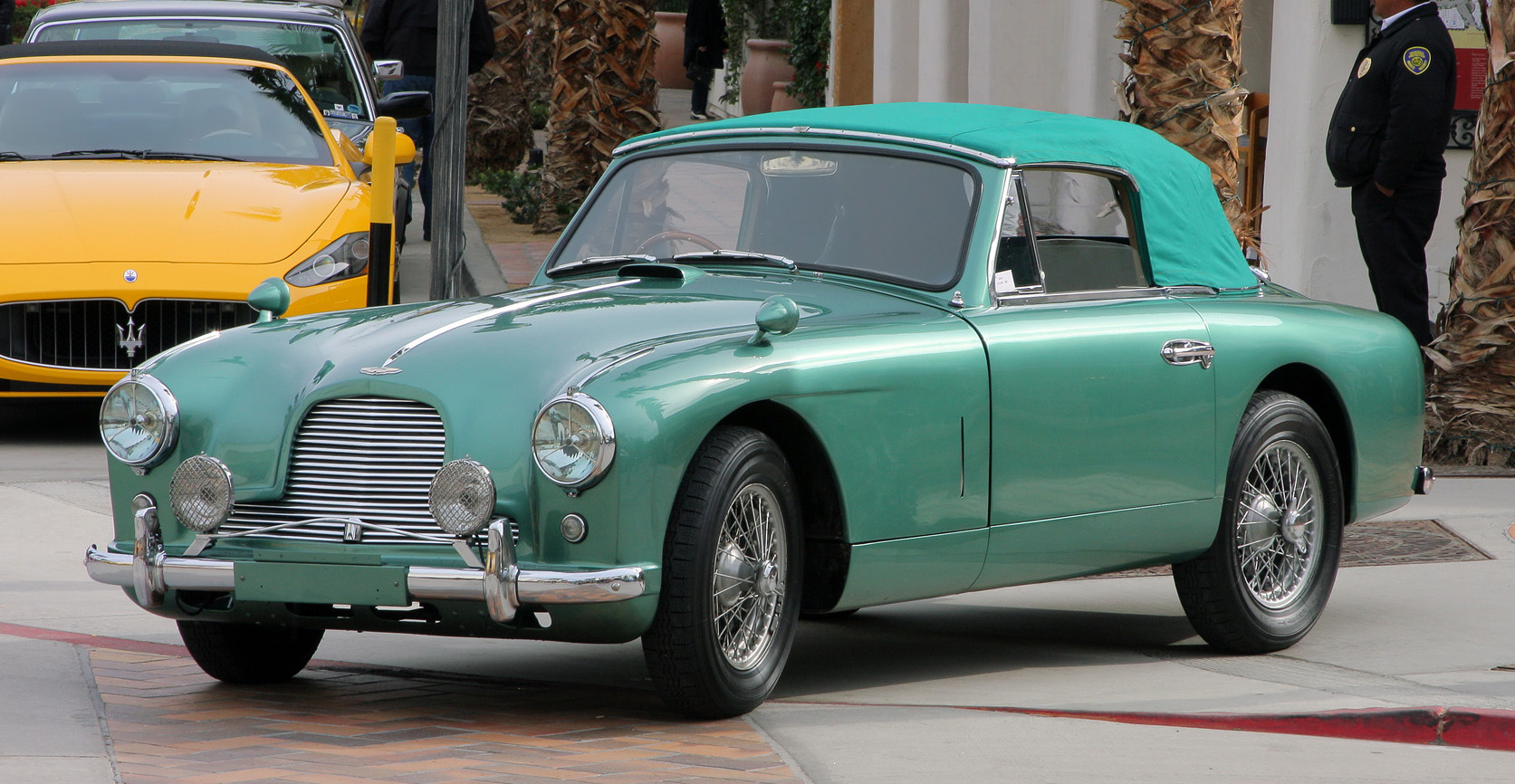
Aston Martin DB2/4 кабриолет (1953)

Впервые DB2/4 был представлен публике в 1953 году на автошоу в Лондоне. На автомобиле был установлен двигатель объёмом в 2.6 л (125 л.с.), который ранее использовался на DB2 Vantage. Для компенсации большого веса с 1954 года модели производились с двигателями в 2.9 л (140 л. с.).
По сравнению с предыдущими моделями автомобиль был оснащён более крепким бампером, а фары были расположены выше в соответствии с правилами безопасности.  На DB2/4 были передний и задний барабанные тормоза, независимая пружинная задняя и зависимая пружинная передняя подвеска.
Производилось два вида автомобиля — четырёхместное купе с кузовом хетчбэка и двухместный кабриолет (всего сделано 102 модели за два года производства). Один из кабриолетов использовал Альфред Хичкок в фильме «Птицы».
В 1954 году DB2/4 с двигателем в 2.9 л был тестирован британским журналом The Motor, который представил результаты: максимальная скорость — 190.7 км/ч, разгон до 97 км.ч — 10.5 секунд.

## Mark II
Модификацию DB2/4 Mark II начали производить в 1955 году на заводе Aston Martin Тикфорд в Ньюпорт-Пагнелл. Внешне автомобиль был похож на предыдущую модель, но отличался более мощным двигателем, выдававшим 165 л. с. Хромированная линия, простирающаяся вдоль всего корпуса автомобиля, разделяя кузов на две части, маленькие задние фары были сделаны в стиле Hillman Minx.
Всего было сделано 199 автомобилей; производились модели с кузовами хетчбэк, купе и кабриолет «ветер-в-волосах». Модель с откидным верхом была оснащена двигателем мощностью в 140 л. с. (специальная серия — 165 л. с.). Mark II с кузовом купе имел более высокую линию крыши, чем другие модели, благодаря чему на задних сидениях было более просторно; всего было сделано 34 модели.